# Station Fleurus
Station Fleurus is een spoorwegstation langs spoorlijn 140 (Ottignies - Charleroi) in de Henegouwse stad Fleurus. Het is een van de drie stations met een buspendel naar de luchthaven van Charleroi.
Hier kruisten ook spoorlijn 131 (Bois-de-Nivelles - Fleurus - Gilly) en spoorlijn 147 (Tamines - Fleurus - Landen).

## Geschiedenis
Op een deel van de oude bedding van de opgebroken spoorlijn 147 tussen Fleurus en Tamines werd een nieuwe enkelsporige lijn aangelegd, die in 2001 terug in gebruik werd genomen als spoorlijn 147N voor het goederenverkeer op de noord-zuid-as. In de vallei van de Samber sluit de nieuwe spoorlijn in Auvelais aan op spoorlijn 130 (Namen - Charleroi).

### Bediening van de luchthaven van Charleroi en IC-trein
Sinds eind 2023 is station Fleurus een van de drie treinstations voor wie met de trein naar de luchthaven van Charleroi wil, naast Charleroi-Centraal en Luttre.
Voordien was het een stopplaats zonder loketten, maar op 17 oktober 2017 werd aangekondigd dat deze terug ging heropenen. Het station werd tegen midden 2021 vernieuwd, de perrons verhoogd en verlengd.
Sinds eind 2023 wordt station Fleurus bediend door een nieuwe IC-verbinding, rechtstreeks vanuit Leuven, Ottignies en Charleroi-Centraal.

## Treindienst
| Serie       | Treinsoort               | Route                                                            | Bijzonderheden                                            |
| ----------- | ------------------------ | ---------------------------------------------------------------- | --------------------------------------------------------- |
| S 61        | S-trein Charleroi (NMBS) | Waver – Fleurus – Charleroi-Centraal – Jambes                    | Rijdt in de week 2×/u tussen Jambes - Charleroi-Centraal. |
| P 7750/8750 | Piekuurtrein (NMBS)      | [ Erquelinnes – ] / [ Ottignies – Fleurus – ] Charleroi-Centraal | Rijdt alleen op werkdagen.                                |

## Buspendel luchthaven
In juni 2023 startte de TEC met buslijn A2 een pendeldienst naar de luchthaven van Charleroi.

## Galerij

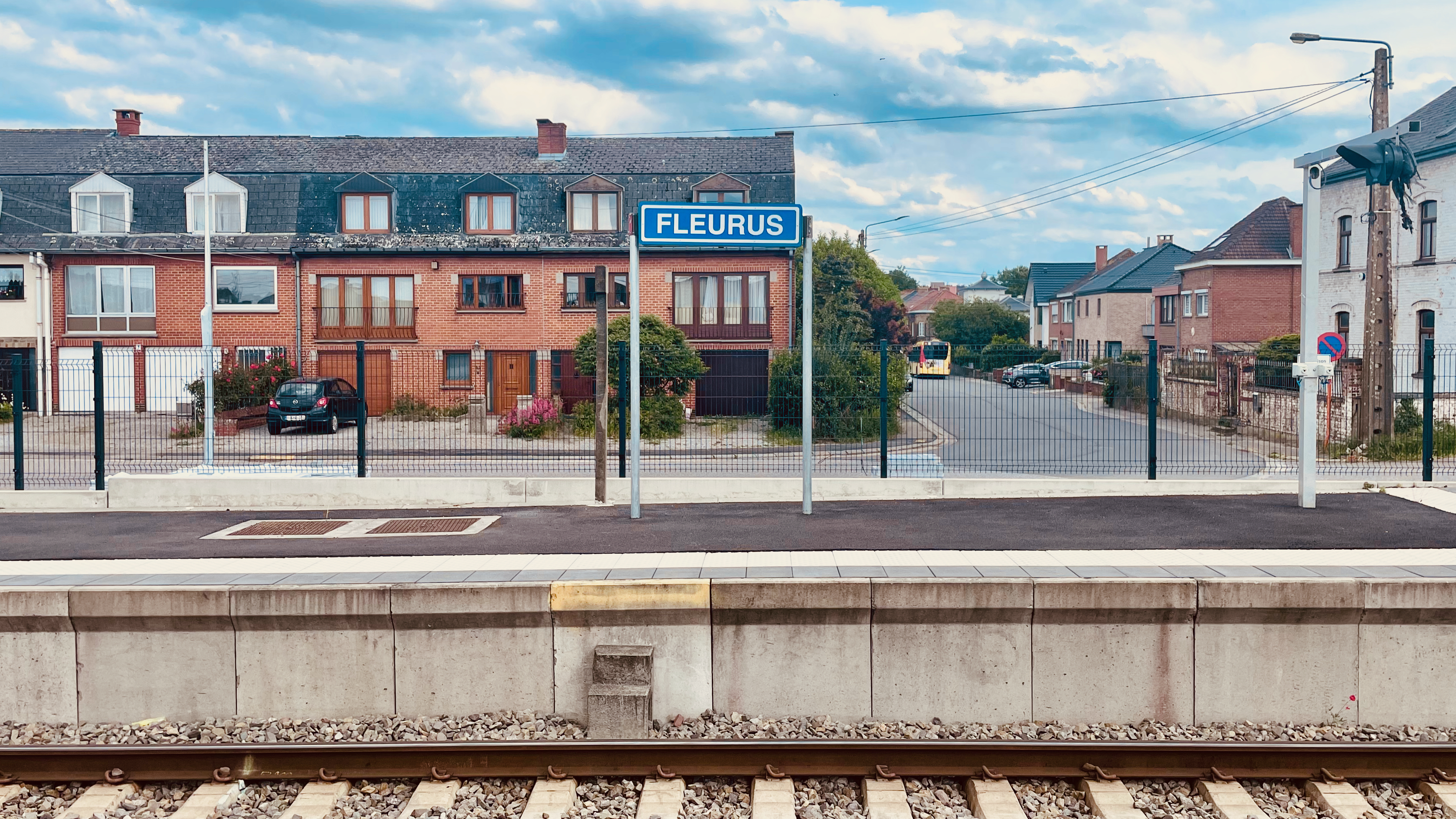
Plaatsnaambord
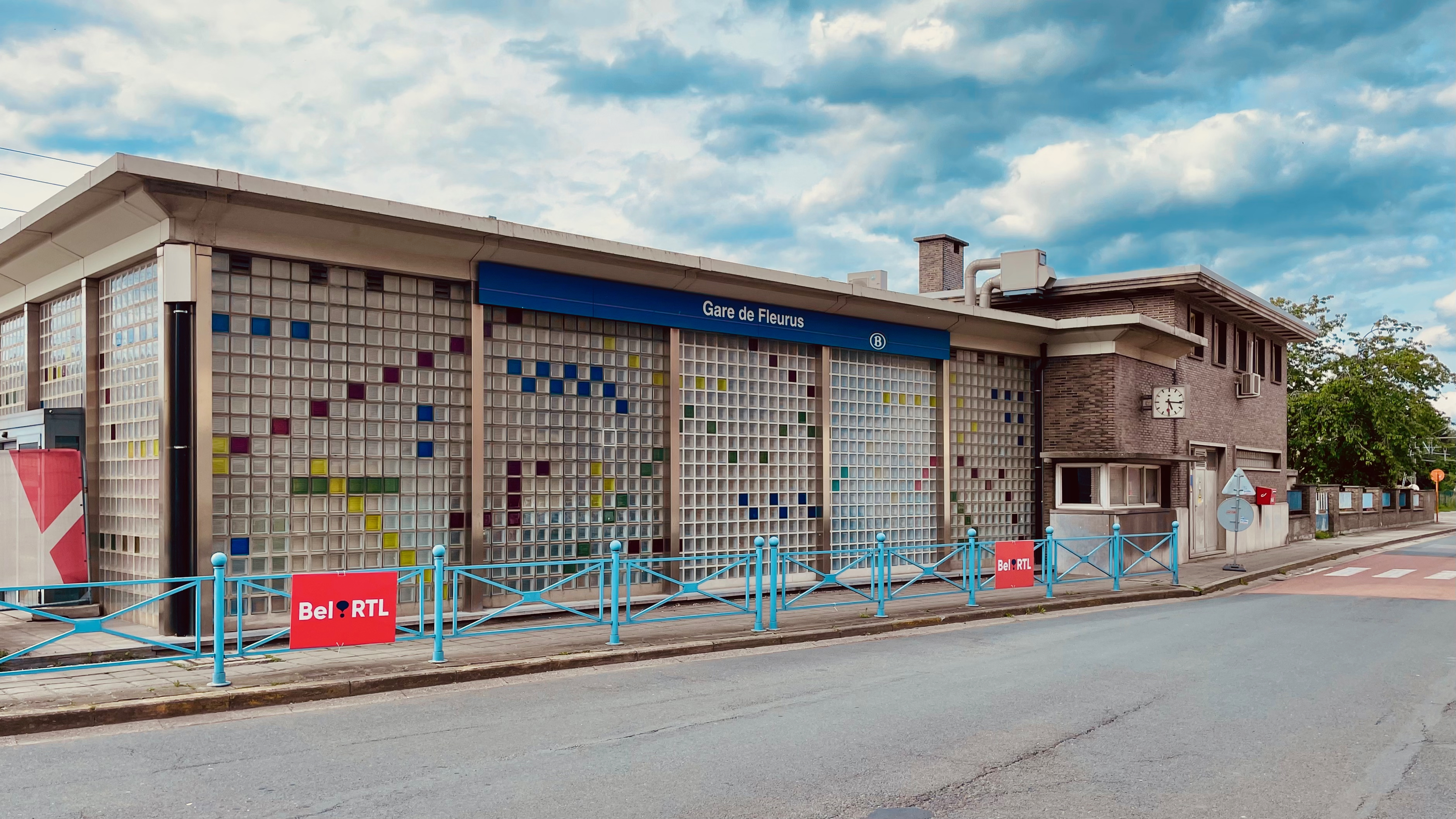
Het stationsgebouw
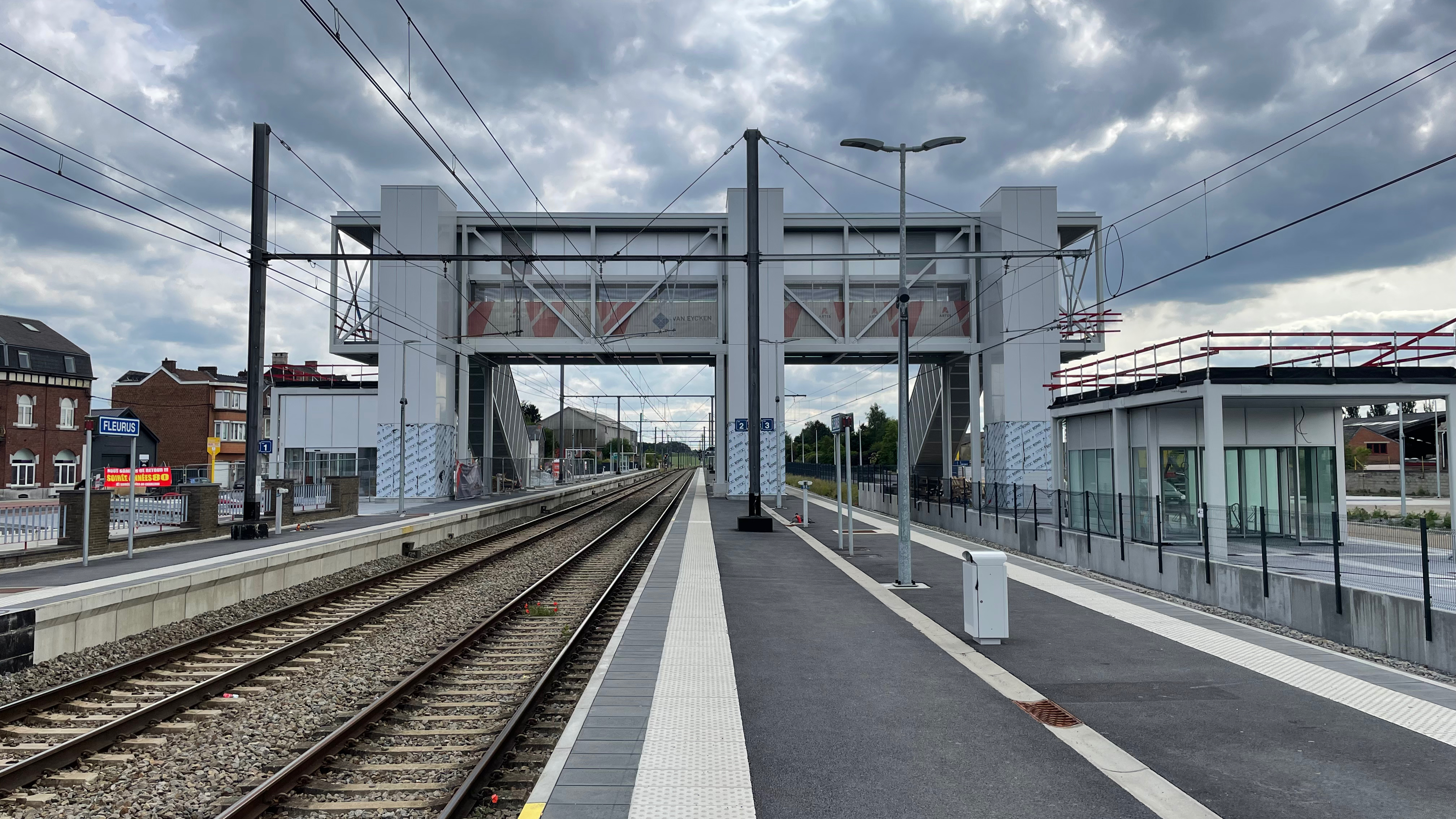
Zicht op het perron

## Reizigerstellingen
De grafiek en tabel geven het gemiddeld aantal instappende reizigers weer op een week-, zater- en zondag.
| Tabel: aantal instappende reizigers station Fleurus | Tabel: aantal instappende reizigers station Fleurus | Tabel: aantal instappende reizigers station Fleurus | Tabel: aantal instappende reizigers station Fleurus |
|                                                     | Weekdag                                             | Zaterdag                                            | Zondag                                              |
| --------------------------------------------------- | --------------------------------------------------- | --------------------------------------------------- | --------------------------------------------------- |
| 1977                                                | 507                                                 | 144                                                 | 61                                                  |
| 1978                                                | 525                                                 | 130                                                 | 120                                                 |
| 1979                                                | 439                                                 | 120                                                 | 77                                                  |
| 1980                                                | 425                                                 | 73                                                  | 54                                                  |
| 1981                                                | 361                                                 | 82                                                  | 63                                                  |
| 1982                                                | 357                                                 | 51                                                  | 50                                                  |
| 1983                                                | 279                                                 | 45                                                  | 40                                                  |
| 1984                                                | 335                                                 | 63                                                  | 47                                                  |
| 1985                                                | 246                                                 | 57                                                  | 79                                                  |
| 1986                                                | 280                                                 | 57                                                  | 55                                                  |
| 1987                                                | 313                                                 | 68                                                  | 49                                                  |
| 1988                                                | 354                                                 | 62                                                  | 81                                                  |
| 1989                                                | 393                                                 | 56                                                  | 63                                                  |
| 1990                                                | 289                                                 | 19                                                  | 25                                                  |
| 1991                                                | 355                                                 | 87                                                  | 77                                                  |
| 1992                                                | 367                                                 | 82                                                  | 86                                                  |
| 1993                                                | 494                                                 | 99                                                  | 62                                                  |
| 1994                                                | 516                                                 | 96                                                  | 83                                                  |
| 1995                                                | 411                                                 | 108                                                 | 81                                                  |
| 1996                                                | 366                                                 | 125                                                 | 75                                                  |
| 1997                                                | 356                                                 | 102                                                 | 75                                                  |
| 1998                                                | 359                                                 | 83                                                  | 80                                                  |
| 1999                                                | 386                                                 | 88                                                  | 60                                                  |
| 2000                                                | 449                                                 | 123                                                 | 71                                                  |
| 2001                                                | 456                                                 | 92                                                  | 58                                                  |
| 2002                                                | 538                                                 | 124                                                 | 80                                                  |
| 2003                                                | 391                                                 | 76                                                  | 70                                                  |
| 2004                                                | 544                                                 | 127                                                 | 63                                                  |
| 2005                                                | 390                                                 | 66                                                  | 69                                                  |
| 2006                                                | 403                                                 | 80                                                  | 70                                                  |
| 2007                                                | 701                                                 | 109                                                 | 83                                                  |
| 2008                                                | -                                                   | -                                                   | -                                                   |
| 2009                                                | 511                                                 | 73                                                  | 81                                                  |
| 2010                                                | -                                                   | -                                                   | -                                                   |
| 2011                                                | -                                                   | -                                                   | -                                                   |
| 2012                                                | 622                                                 | 101                                                 | 121                                                 |
| 2013                                                | 564                                                 | 169                                                 | 138                                                 |
| 2014                                                | 574                                                 | 135                                                 | 113                                                 |
| 2015                                                | 639                                                 | 120                                                 | 143                                                 |
| 2016                                                | 470                                                 | 89                                                  | 115                                                 |
| 2017                                                | 462                                                 | 119                                                 | 93                                                  |
| 2018                                                | 442                                                 | 101                                                 | 113                                                 |
| 2019                                                | 420                                                 | 168                                                 | 139                                                 |
| 2020                                                | 297                                                 | 114                                                 | 95                                                  |
| 2021                                                | -                                                   | -                                                   | -                                                   |
| 2022                                                | 394                                                 | 131                                                 | 193                                                 |
| 2023                                                | 466                                                 | 212                                                 | 204                                                 |
| 2024                                                | 725                                                 | 567                                                 | 500                                                 |

1,8: Nord de Gilly ·
2,8: Le Vieux Campinaire ·
6,6: Fleurus ·
9,0: Saint-Amand-lez-Fleurus ·
12,2: Chassart ·
14,2: Villers-Perwin ·
16,7: Frasnes-lez-Gosselies ·
19,8: Rêves ·
23,1: Commune ·
23,9: Bois-de-Nivelles
0,0: Ottignies ·
2,1: Céroux-Mousty ·
3,0: Court-Saint-Étienne ·
7,3: Faux ·
8,5: La Roche ·
12,0: Villers-la-Ville ·
13,4: Strichon ·
15,6: Tilly ·
17,5: Marbisoux ·
19,0: Marbais ·
21,1: Ligny ·
24,0: Fleurus ·
26,2: Wangenies ·
28,9: Ransart ·
31,0: Bois-Noël ·
32,1: Lodelinsart ·
33,4: La Planche ·
34,8: Dampremy ·
35: Dampremy-Charbonnage ·
36,0: Marcinelle
0,0: Landen ·
3,8: Racour ·
6,1: Lincent ·
8,3: Maret ·
10,2: Orp ·
13,0: Jauche ·
16,5: Autre-Eglise ·
18,6: Ramillies ·
21,6: Petit-Rosière ·
25,3: Perwez ·
30,7: Grand-Leez-Thorembais ·
33,0: Sauvenière ·
36,3: Gembloers ·
38,6: Penteville ·
41,2: Corroy-le-Château ·
44,9: Sombreffe ·
47,5: Ligny Sud ·
51,7: Fleurus ·
54,6: Lambusart ·
57,1: Moignelée ·
Tamines-Alloux ·
60,5: Tamines